# NGC 4268
NGC 4268 é uma galáxia espiral barrada (SB0-a) localizada na direcção da constelação de Virgo. Possui uma declinação de +05° 17' 03" e uma ascensão recta de 12 horas, 19 minutos e 47,1 segundos.